# 佛地经论
《佛地經論》，為佛教佛地經（Buddhabhūmi sūtra）的論釋，共有七卷，由親光菩薩等造，唐朝玄奘譯，共有七卷，又稱《佛地論》。收於《大正藏》經論部、毗曇部第二十六冊。

## 解讀與內容
《佛地經論》解釋大覺是佛，具三種身，即自性身、受用身和變化身，而佛地則是佛身所依、所攝、所行的境界。
作者將佛地經科判為教起因緣分、聖教所說分、依教奉行分等三分以釋之，並敘述佛地經所說之清淨法界、大圓鏡智、平等性智、妙觀察智、成所作智等五種法，攝大覺地。五法如下：
1. 清淨法界：為斷果，以攝佛地的無為功德，又分智果為四，以攝佛地的有為功德。
2. 大圓鏡智︰能任持佛地一切功德，窮未來際無有斷盡，用十圓鏡喻顯示其義。
3. 平等性智︰常與大慈大悲相應，無住涅槃即依此智而建立，受用身土的影像也由此智所示現，是妙觀察智的不共所依，要通過十地的修習才能圓滿成就十相。
4. 妙觀察智︰能任持一切陀羅尼門、三摩地門，在大眾會中說法斷疑，於此列舉有十種因來辨明它的相貌。
5. 成所作智︰能在一切世界隨應示現佛變化事，利樂一切有情，依這一智的業用成立如來化身，於此列舉有十種化以明其相。

## 譯本與註疏
- 唐代靖邁之佛地《注疏》六卷，為現存寫本。
- 新羅智仁之佛地《疏》四卷，已散佚。
- 神泰《疏》四卷，已散佚。